# Tipulamima grandidieri
Tipulamima grandidieri là một loài bướm đêm thuộc họ Sesiidae. Nó được biết đến ở Madagascar.